# Elsbroekmolen
De Elsbroekmolen (ook: Binderveldmolen of Melstermolen) is een watermolen op de Melsterbeek, gelegen aan Molenstraat 81 te Binderveld.
De molen werd reeds in 1379 schriftelijk vermeld. Ze behoorde toen tot het Kasteel van Binderveld. De molen, die fungeerde als korenmolen, werd meermaals verbouwd en het huidige molengebouw, uitgevoerd in baksteen, dateert van 1910. In 1937 vond nog een verbouwing plaats.
Het sluiswerk, het metalen onderslagrad en het maalwerk zijn nog steeds aanwezig. In 1993 werd de molen beschermd als monument en de omgeving als beschermd dorpsgezicht.
Nabij de molen bevond zich, van 1880 tot 1980, café "'t Moleken".
- Inventaris van het Bouwkundig Erfgoed (Vlaanderen): 22616